# Holoplatys bicoloroides
Holoplatys bicoloroides là một loài nhện trong họ Salticidae. Loài này được phát hiện ở Tây Úc.